# Могар
Мога́р, котяча трава (Setaria italica subsp. mocharicum) — однорічна кормова трава. Культурний підвид мишія італійського (Setaria itálica) з родини тонконогових (Poaceae).

## Опис
Утворює кущ з 2—7 листям стеблами заввишки 80—150 см.
Суцвіття — колосоподібна волоть (султан) довжиною 20—25 см, шириною 4 см, не розділена на окремі лопаті (на відміну від чумизи). В основі колосків є ниткоподібні щетини, які надають султанові волохатому вигляду.
Зернівки могару дрібніші, ніж в проса, подовжені, менш блискучі, забарвлення їх від жовтої до червонуватої. За забарвленням зернівок і щетин розрізняють могар білий, жовтий, помаранчевий, червоний.

## Поширення і практичне використання
Могар культивують в країнах з субтропічним і помірним кліматом. У дикому вигляді могар росте в країнах Азії. Обробляють на сіно, зелений корм і як пасовищна рослина в Україні, на Північному Кавказі, в Молдові, Казахстані Західному Сибіру і Середній Азії.
За врожайністю поступається суданській траві. Урожай сіна 40—50 цнт/га і більше, зерна — 15—20 цнт/га. 100 кг сіна містять 55—57 кормових одиниць і 5,5 кг перетравного протеїну, а 100 кг зеленої маси відповідно — 16 і 1,4. Культура одноукісна, але дає отаву. Посухостійка і теплолюбна рослина. Менш вимоглива до тепла, ніж суданська трава. Насіння починає проростати при температурі 10 °C. Найменші приморозки приводять до загибелі сходів.
До ґрунтів могар менш вимогливий, ніж суданська трава. Може рости на піщаних, супіщаних ґрунтах і на важких суглинках. Погано росте на важких вологих ґрунтах.

### Україна
В Україні вирощують у південних і південно-східних районах. Сіють на сіно, зелений корм, силос і зерно. Поширені сорти: Дніпропетровський 11, Дніпропетровський 15, Дніпропетровський 31.